# Poke
El poke (en hawaiano ‘sección’ o ‘cortar’) es una ensalada de pescado crudo servida como aperitivo o plato principal en la cocina hawaiana. Las formas tradicionales son el aku (atún listado) y el he'e (pulpo). El poke de he'e suele llamarse por su nombre japonés tako poke, excepto en lugares como la isla de Ni'ihau donde se habla la lengua hawaiana. El poke de ahi, cada vez más popular, se prepara con atún de aleta amarilla. Algunas variaciones pueden incluir salmón crudo o varios mariscos como ingrediente principal, sirviéndose crudo con los condimentos comunes del poke.

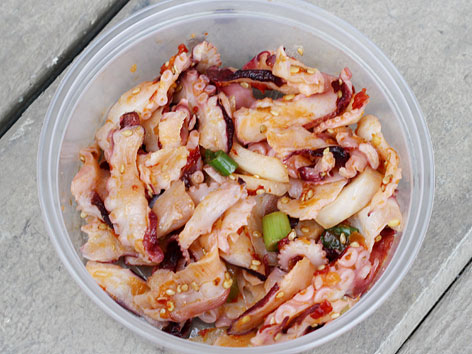
Poke de tako o he'e (pulpo) con kimchi, aceite de sésamo, chile triturado y sal marina.

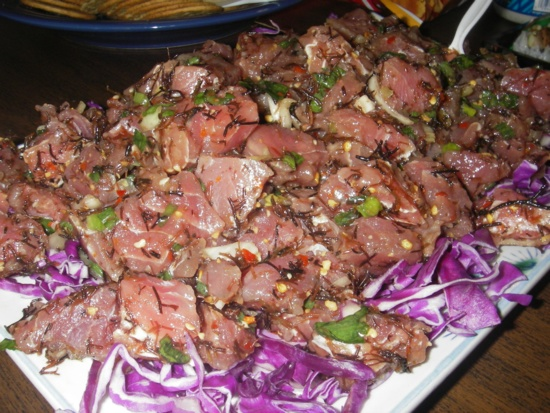
Poke de ahi hecho con atún de aleta amarilla, cebollas verdes, chile, sal marina, salsa de soja, aceite de sésamo y limú, servido en un lecho de col roja.

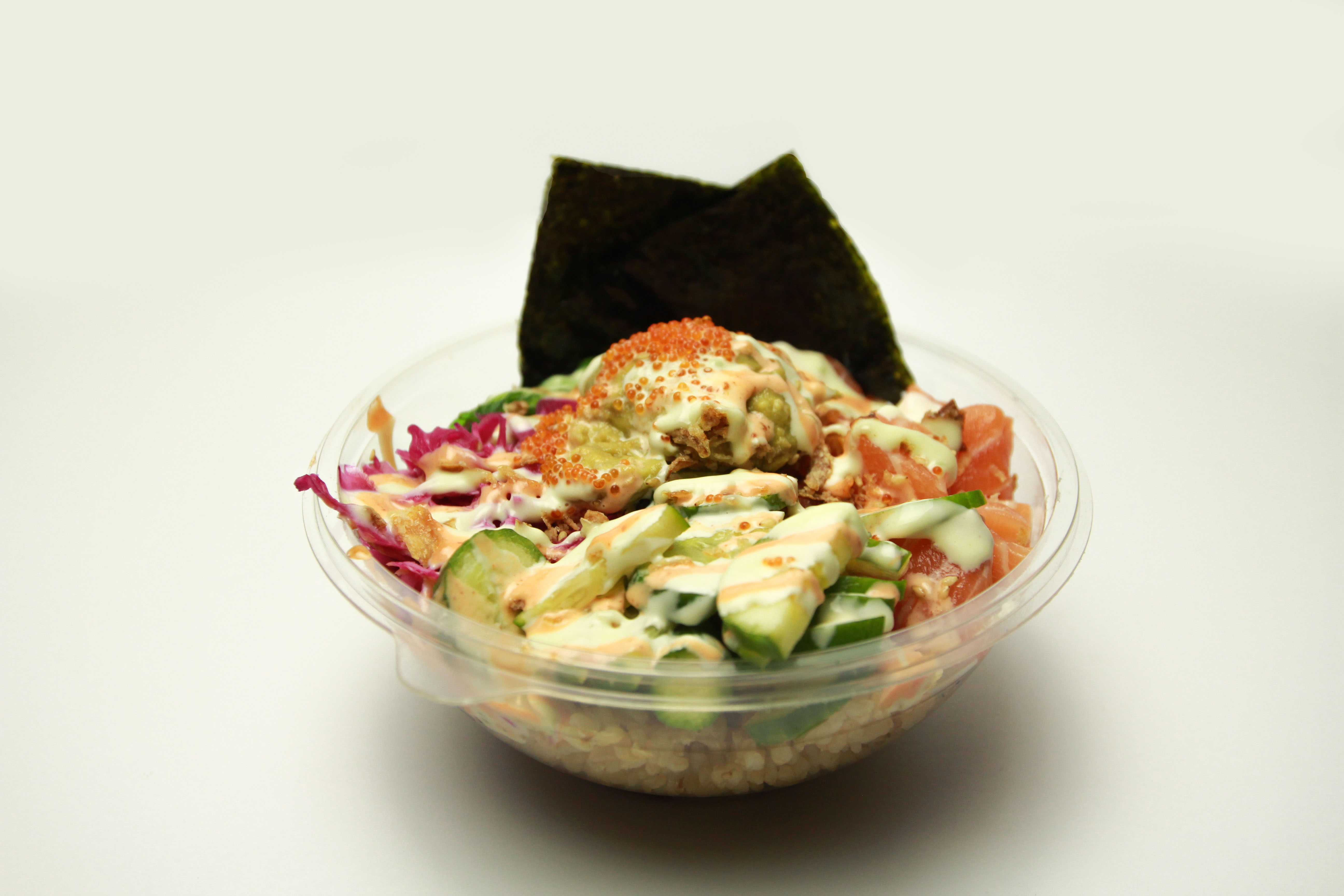
Bol de salmón con arroz sushi miso, col encurtida, pepino, tobiko y ensalada de algas.

## Historia
Los nativos hawaianos siempre han comido poke, pero nunca de forma comercial. Originalmente se ha comido como un plato rápido para reponer fuerzas en estas islas. Según la historiadora gastronómica Rachel Laudan, la forma actual del poke se hizo popular en la década de 1970. Emplea pescado sin piel ni espinas cortado en filetes. El sashimi o pescado crudo japonés, servido con wasabi (rábano picante verde japonés) y salsa de soja sigue siendo frecuente en las islas hawaianas.
El poke tradicional consiste en pescado destripado, desollado y deshuesado. Se corta siguiendo la espina en filetes, y se sirve con condimentos tradicionales como la sal marina, las algas y el limu. Algunos hawaianos chupan la carne y escupen la piel y las espinas no comestibles. Durante el siglo XIX, verduras foráneas recién introducidas como los tomates y las cebollas fueron añadidas, siendo ahora la cebolla Maui un ingrediente muy común. Su versión más simple se compone de trozos de atún o de otros peces sazonados con diferentes ingredientes locales, pero con el paso del tiempo se han tomado influencias de otro tipo de cocinas como es la japonesa o la hindú.
A partir de la década de 2010, el poke se hizo cada vez más popular en América del Norte y Europa. Entre 2014 y 2016, "el número de restaurantes hawaianos en la aplicación Foursquare, que incluye los que sirven poke", se duplicó, pasando de 342 a 700. Estos restaurantes sirven tanto versiones tradicionales como modernas del plato. La versión moderna se sirve a modo de bol y tiene los ingredientes dispuestos de forma agrupada en lugar de mezclados. Las variaciones pueden incluir aguacate, salsa ponzu, salsa teriyaki, champiñones, cebollas crujientes, jalapeño, salsa sriracha, cilantro, piña o pepino. A diferencia del tradicional poke hawaiano, el estilo continental no suele estar premarinado, sino que se prepara con salsas al gusto. Los restaurantes de poke contemporáneo son en su mayoría -pero no exclusivamente- Restaurantes de estilo casual donde el plato es totalmente personalizable desde la base hasta el adobo en el pescado. Se pueden usar otros mariscos, pero el atún ahi sigue siendo el más popular.

## Ingredientes
El poke moderno suele consistir en ahi (atún de aleta amarilla) en dados, u otro corte fino, marinado con sal marina hawaiana, una pequeña cantidad de shoyu (salsa de soja), inamona (nuez de kukui asada y machacada), un poco de aceite de sésamo, alga limukohu y guindilla hawaiana picada. Otras variantes pueden incluir tako (pulpo) curado, otros tipos de atún crudo, salmón crudo y otros tipos de sashimi, cebolla Maui en rodajas o dados, furikake, salsa picante (como la sambal olek), tomate picado, tobiko (hueva de raya), ogo u otros tipos de alga, y ajo.
La selección de condimentos ha sido influida fuertemente por la cocina japonesa y de otros países asiáticos.

## Platos similares
El poke tiene el mismo origen culinario y lingüístico que otras ensaladas de pescado polinesias como el oka en Samoa, el ika mata en las Islas Cook y el kokoda en Fiyi.
Un plato muy similar es el kinilaw de Filipinas, más conocido como ceviche filipino. El kinilaw suele incluir pescado crudo cortado en dados y marinado en jugo de cítricos, frutas agrias o vinagre con extractos de corteza de manglar (o a veces leche de coco). Es autóctono de las islas, con rastros recuperados de sitios arqueológicos que datan de los siglos X a XIII d. C. Este proceso también puede aplicarse a otros mariscos y a la carne ligeramente escaldada o asada (esta última se diferencia generalmente del kilawin). El plato se introdujo en Guam durante el período colonial español, dando lugar al plato tradicional del pueblo chamorro derivado del kelaguen.
Es probable que el poqui poqui, plato originario de Filipinas, haya sido nombrado luego de la afluencia de trabajadores de la caña de azúcar del pueblo ilocano a Hawái durante la colonización estadounidense de Filipinas. Sin embargo, son platos muy diferentes, siendo el poqui poqui elaborado con huevos revueltos, berenjenas y tomates a la parrilla.
Los platos de pescado crudo similares al poke que se sirven a menudo en Europa son el carpaccio y el tartare de pescado. También son similares al poke el hoedeopbap coreano, el atún crudo marinado servido sobre arroz y el ceviche peruano. Hay platos japoneses similares como el sashimi, el zuke don y el kaisendon.